# I due figli dei Trinità
I due figli dei Trinità è un film del 1972 diretto da Richard Kean.

## Trama
Franco e Ciccio sono due cugini che, nel vecchio West, hanno aperto una stazione di servizio, dove effettuano il lavaggio e l'asciugatura dei cavalli e un servizio bar per i cavalieri di passaggio. Un giorno una sconosciuta li salva da un tentativo di rapina ai loro danni: la donna si presenta come Calamity Jane, nonché zia di Franco e Ciccio. La zia li mette al corrente che essi possiedono tre pezzi di un medaglione che, se riuniti, formano una mappa per trovare un tesoro che i padri di Franco e Ciccio avevano trovato nelle miniere.
Calamity racconta loro che non sono gli unici a sapere di questo tesoro: infatti il terribile bandito Chun Chin Champa già tempo fa aveva provato a impossessarsi del medaglione incendiando la casa e ingaggiando una sparatoria furibonda con i padri di Franco e Ciccio, ma questi ultimi diedero i tre pezzi della mappa a Franco, Ciccio, e Calamity, conducendoli in un posto nascosto, e promettendosi di recuperare quel tesoro una volta diventati adulti. Purtroppo i padri di Franco e Ciccio soccombettero all'assalto dei banditi, e, a causa di varie vicissitudini, la zia venne separata dai nipoti. Franco e Ciccio partono subito per recuperare il tesoro. Fanno tappa in un paese dove conoscono un entraineuse del saloon, Lola, che li invita a fare una partita di poker con Armstrong detto Quattro Assi, il più grande giocatore di poker di tutto il West. Il primo a giocare è Ciccio che, nonostante abbia una buona combinazione, viene battuto da Armstrong che ha un poker.
Anche Franco gioca una mano con Armstrong e, nonostante non abbia mai giocato a poker in vita sua, vince sotto gli occhi stupiti di tutti. L'evento provoca in Armstrong la sete di vendetta e, scoperto anch'egli del tesoro dei Trinità, ordina a Lola di sedurre i due per impadronirsi della mappa. Lola riesce ad impossessarsi del medaglione e assieme ad Armstrong trovano il tesoro, ma Franco e Ciccio li inseguono e hanno la meglio su di loro. Tornati nella stazione di servizio, ora temporaneamente chiusa per restauri, ricevono la sgradita visita degli uomini di Chun Chin Champa, che pretende da loro la consegna del tesoro. I due inizialmente soccombono contro i numerosi banditi, ma l'arrivo di alcuni frati risolve la difficile situazione a suon di pugni e calci.

## Produzione
Nei titoli di testa e di coda, il regista Osvaldo Civirani viene accreditato con lo pseudonimo di Richard Kean, utilizzato anche in altri film, da lui diretti.
Il film venne apprezzato pubblicamente sia da Bud Spencer che da Terence Hill, come loro sequel alla saga di Trinità.